# Siedlików (gromada)
Siedlików – dawna gromada, czyli najmniejsza jednostka podziału terytorialnego Polskiej Rzeczypospolitej Ludowej w latach 1954–1972.
Gromady, z gromadzkimi radami narodowymi (GRN) jako organami władzy najniższego stopnia na wsi, funkcjonowały od reformy reorganizującej administrację wiejską przeprowadzonej jesienią 1954 do momentu ich zniesienia z dniem 1 stycznia 1973, tym samym wypierając organizację gminną w latach 1954–1972.
Gromadę Siedlików z siedzibą GRN w Siedlikowie utworzono – jako jedną z 8759 gromad na obszarze Polski – w powiecie kępińskim w woj. poznańskim, na mocy uchwały nr 23/54 WRN w Poznaniu z dnia 5 października 1954. W skład jednostki weszły obszary dotychczasowych gromad Korpysy, Siedlików, Zajączki i Myje (bez obszaru włączonego do nowo utworzonej gromady Niedźwiedź i do miasta Ostrzeszowa) ze zniesionej gminy Ostrzeszów oraz miejscowość Jaźwiny z dotychczasowej gromady Przedborów ze zniesionej gminy Grabów n/Prosną w tymże powiecie.
13 listopada 1954 (z mocą obowiązującą od 1 października 1954) gromada weszła w skład nowo utworzonego powiatu ostrzeszowskiego w tymże województwie, gdzie ustalono dla niej 23 członków gromadzkiej rady narodowej.
Gromadę zniesiono 1 stycznia 1960, a jej obszar włączono do nowo utworzonej gromady Ostrzeszów w tymże powiecie.